# Phosphinotricine
La phosphinotricine (ou glufosinate d'ammonium) est le sel d'ammonium du glufosinate. C'est l'agent chimique actif des herbicides Liberty, Buster, Final Way et Basta.
Le glufosinate d'ammonium est utilisé en biologie moléculaire comme marqueur de transformation de plantes génétiquement modifiées.
C'est l'un des produits utilisés pour le défanage chimique des pommes de terre avant la récolte.